# Žeimiai
Žeimiai är en ort i Litauen. Den ligger i den centrala delen av landet, 90 km nordväst om huvudstaden Vilnius. Žeimiai ligger 67 meter över havet och antalet invånare är 962.
Terrängen runt Žeimiai är platt. Runt Žeimiai är det ganska tätbefolkat, med 58 invånare per kvadratkilometer. Närmaste större samhälle är Jonava, 11,9 km söder om Žeimiai. Trakten runt Žeimiai består till största delen av jordbruksmark.